# 圣马丹德瑟尼利 (芒什省)
圣马丹德瑟尼利（法語：Saint-Martin-de-Cenilly）是法国芒什省的一个市镇，属于库唐塞区（Coutances）塞里西拉萨尔县（Cerisy-la-Salle）。该市镇总面积6.76平方公里，2009年时的人口为210人。

## 人口
圣马丹德瑟尼利人口变化图示